# Yahoo! Photos
Yahoo! Photos was een Amerikaanse internetdienst van het bedrijf Yahoo!. Mensen met een Yahoo!-account konden gratis onbeperkt foto's uploaden in de volledige resolutie. Daar tegenover stond wel reclame. Het downloaden van foto's in volledige resolutie was sinds begin 2006 mogelijk, daarvoor was het alleen mogelijk lage resolutie-foto's te downloaden. Met ruim twee miljard geüploade foto's (2006) was het een van de grootste foto-websites.
Met Yahoo! Photo's konden foto-albums aangemaakt worden, waarin foto's geüpload kunnen worden. Hierbij was het mogelijk in te stellen per album wie de foto's mogen zien. Foto's die geüpload waren konden ook op andere Yahoo!-diensten gepubliceerd worden, waaronder "My Yahoo!" en "360". Yahoo! Backupr zette tegen betaling de foto's op cd of dvd.
Op 20 september 2007 sloot de website. Gebruikers konden ervoor kiezen hun foto's over te zetten naar diverse andere fotodiensten, waaronder Flickr, waarvan Yahoo! eigenaar is.